# Miłość ci wszystko wybaczy (film)
Miłość ci wszystko wybaczy – polski film fabularny z 1982 roku w reżyserii Janusza Rzeszewskiego.
Film jest fabularyzowaną biografią Hanki Ordonówny. Nie jest wiernym zapisem faktów z jej życia, lecz raczej filmowym przekazem jej legendy.

## Fabuła
Hanka, gwiazda przedwojennych kabaretów, w 1942 opiekuje się polskimi dziećmi na Bliskim Wschodzie i wspomina swe życie, od początków w Lublinie, przez pierwsze sukcesy we Lwowie, do kariery w Warszawie.

## Obsada
- Dorota Stalińska – Hanka (Hanka Ordonówna)
  - Hanna Banaszak – Hanka (partie wokalne)
- Stanisława Celińska – Aniela, przyjaciółka Hanki
- Bożena Dykiel – Zula (Zula Pogorzelska)
- Piotr Fronczewski – Fryderyk (Fryderyk Jarosy)
- Piotr Garlicki – Igo (Igo Sym)
- Borys Marynowski – hrabia Michał Zborowski, mąż Hanki
- Jan Kobuszewski – komik Tadeusz
- Czesław Wołłejko – Buczyński, dyrektor teatru
- Wojciech Pokora – komik
- Jerzy Bończak – autor tekstów kabaretowych
- Wiesław Gołas – inspicjent
- Andrzej Kopiczyński – major Olo Kryński
- Wiesława Mazurkiewicz – właścicielka domu mody
- Lech Ordon – właściciel „Bagateli”
- Krzysztof Kowalewski – właściciel „Sfinksa”
- Stefania Iwińska – matka Hanki
- Leonard Andrzejewski – grabarz
- Kazimierz Brusikiewicz – komik
- Szymon Szurmiej – kierownik sali w „Adrii”
- Tomasz Stockinger – śpiewak
- Włodzimierz Bednarski
- Mieczysław Fogg – widz
- Kazimierz Krukowski – widz
- Szymon Kobyliński – widz
- Bogdan Głuszczak
- Bożena Kwietniak
- Bożena Lemankiewicz
- Kamila Malczewska
- Ewa Muller
- Andrzej Malec
- Regina Pobiarżyn
- Bogusław Sar
- Ryszard Straszewski
- Tadeusz Suchocki – pianista
- Janusz Szydłowski
- Ewa Tchórznicka
- Jacek Borkowski – student
- Jerzy Kramarczyk
- Jerzy Moes – kapitan tańczący w „Adrii”